# 宮下遼
宮下 遼（みやした りょう、1981年 - ）は、日本のトルコ文学者、翻訳家、作家。大阪大学大学院人文学研究科准教授。トルコのノーベル文学賞作家オルハン・パムクの翻訳家として知られている。父はフランス文学者・翻訳家の宮下志朗。

## 経歴
東京都世田谷区出身。2000年、駒場東邦高等学校卒業。2004年、東京外国語大学トルコ語専攻卒業。東京大学大学院総合文化研究科博士課程単位取得退学。2015年より、大阪大学大学院言語文化研究科准教授。
訳書に、オルハン・パムク『わたしの名は赤』『雪』『無垢の博物館』などがある。
2015年『無名亭の夜』で第37回野間文芸新人賞候補。
2019年「青痣」で第32回三島由紀夫賞候補、同作品で野間文芸新人賞候補。

## 著書
- 『無名亭の夜』（小説）講談社、2015年8月 - 鴻巣友季子の書評あり[10]。
- 『多元性の都市イスタンブル -近世オスマン帝都の都市空間と詩人、庶民、異邦人』大阪大学出版会、2018年2月
- 『トルコ語　世界の言語シリーズ16』大阪大学出版会、2021年3月。CD付き
- 『物語 イスタンブールの歴史－「世界帝都」の1600年』中央公論新社〈中公新書〉、2021年9月
- 『オスマン帝国全史　「崇高なる国家」の物語　１２９９－１９２２』講談社現代新書、2025年3月[11]

## 翻訳
- オルハン・パムク『白い城』藤原書店、2009年12月、宮下志朗と共訳
- オルハン・パムク『無垢の博物館』上・下、早川書房、2010年12月／ハヤカワepi文庫、2022年8月
- オルハン・パムク『新訳版 わたしの名は赤』上・下、ハヤカワepi文庫、2012年1月
- オルハン・パムク『新訳版 雪』上・下、ハヤカワepi文庫、2012年12月
- ラティフェ・テキン『乳しぼり娘とゴミの丘のおとぎ噺』河出書房新社、2014年7月
- オルハン・パムク『僕の違和感』上・下、早川書房、2016年3月
- オルハン・パムク『赤い髪の女』早川書房、2019年10月
- オルハン・パムク『ペストの夜』上・下、早川書房、2022年11月